# プリンス・オブ・ペルシャ/時間の砂 (映画)
『プリンス・オブ・ペルシャ/時間の砂』（ - じかんのすな、原題: Prince of Persia: The Sands of Time）は、2010年のアメリカ映画。2004年発売の同名ゲームの実写化作品。ただし、ストーリーは映画オリジナルであり、ゲームのストーリーとの関連性は全くない。

## ストーリー
幼い孤児のダスタンは、たまたま市場に来ていた国王にその勇気を讃えられ、下級階級からペルシャ帝国の王子として迎えられた。
ダスタンと兄王子二人はコシュカーン征服への遠征に従軍していた。その遠征の途中、叔父ニザムと長兄タス王子が聖なる都アラムートの裏切りを訴え、アラムート攻めが決定した。
次兄のガーシヴ王子率いる軍が正門を攻めている間に、大勢の兵が死ぬことを嫌ったダスタンは勝手に出撃して東門を制圧する。本殿制圧中にアラムートから逃走しようとした騎士と戦ったダスタンは、偶然に、水晶の柄の内側に「時間の砂」を詰めた短剣を手にいれる。この短剣は、柄の宝石を押すことで自分以外の全ての時間が約一分間分過去に巻き戻すことができる秘宝であった。
そしてダスタンは、戦勝祝いとして父である国王にタス王子から託された法衣を捧げる。しかしその法衣には何者かの手で猛毒が塗り込められており、国王は衆人環視の中で毒殺されてしまう。
短剣の奪還を狙うアラムートの王女タミーナと共にアラムートを脱出したダスタンは、帝国を追われながら、自身の濡れ衣を晴らすべく活動することになる。

## キャスト
ダスタン王子
演 - ジェイク・ジレンホール、日本語吹替 - 高橋広樹
ペルシャ帝国の第三王子。孤児出身。
タミーナ王女
演 - ジェマ・アータートン、日本語吹替 - 坂本真綾
聖都アラムートの王女。時間の砂の秘密を守る。銀髪の神秘的な美人。お姫様育ちのせいかワガママな性格。
シャラマン王
演 - ロナルド・ピックアップ、日本語吹替 - 小川真司
ペルシャ帝国の皇帝。忠誠心と兄弟愛で国を治めている。
タス王子
演 - リチャード・コイル、日本語吹替 - 東地宏樹
ペルシャ帝国の第一王子。温厚だが、意思の弱さを見せることもあり、ニザムの判断に依存ぎみである。
ガーシヴ王子
演 - トビー・ケベル、日本語吹替 - 桐本琢也
ペルシャ帝国の第二王子。ストイックな性格をした生粋の軍人タイプ。ダスタンとはそりが合わない。
ニザム
演 - ベン・キングズレー、日本語吹替 - 谷口節
シャラマン王の実弟。ペルシャ帝国の宰相で王子たちの後見人でもある。
シーク・アマール
演 - アルフレッド・モリーナ、日本語吹替 - 石塚運昇
砂漠の悪徳商人。税金を払うのがなにより嫌いで、ダチョウレースを愛している。
セッソ
演 - スティーヴ・トゥーサント、日本語吹替 - 楠大典
シーク・アマールの部下。実直で心優しい。ンバカの戦士でナイフ投げの達人。
ビス
演 - リース・リッチー、日本語吹替 - 阪口周平
ダスタンの腹心にして親友。
ゾルム
演 - Gísli Örn Garðarsson、日本語吹替 - 西凜太朗
暗殺者集団「ハッサンシン」のリーダー。毒蛇を操る。

## エピソード
劇中では、わずかに中東訛りのイギリス英語が使われている。